# Maud McCarthyová
Emma Maud McCarthyová (22. září 1859 Sydney – 1. dubna 1949 Londýn) byla vrchní zdravotní sestra v britské armádě, která během první světové války velela zdravotním sestrám nasazeným v rámci britského expedičního sboru.

## Mládí
Narodila se v Sydney v Novém Jižním Walesu 22. září 1859, jako nejstarší potomek advokáta Williama Fredericka McCarthyho a jeho ženy Emmy Mary, rozené Beckettové, rodačky ze Sydney. Maud studovala na Springfield College v Sydney a seniorské zkoušky na University of Sydney složila s vyznamenáním. Po smrti svého otce v roce 1881 pomáhala matce s výchovou svých mladších sourozenců.

## Kariéra

Maud McCarthyová v roce 1924.

V roce 1891 přijela do Anglie a 10. října toho roku nastoupila do London Hospital jako praktikantka studující na všeobecnou sestru. Nemocniční záznamy o ní říkají, že „měla výjimečně pěkné dispozice“ a „byla velice dobře vychovaná a zaujatá pro svou práci“, ačkoliv „bylo pro ni těžké řídit ostatní, nebo v případě potřeby jednat rozhodněji“. Nicméně v lednu 1894 byla povýšena na sestru (anglicky: Sister).
V době kdy propukla búrská válka, byla vedoucí ošetřující sestrou na Žofiině ženském oddělení (anglicky: Sophia Women's Ward) a byla jednou ze šesti zdravotních sester z London Hospital vybraných princeznou Alexandrou Dánskou, aby odjely do Jihoafrické republiky jako její vlastní „vojenské“ zdravotní sestry. 25. prosince 1899 tedy rezignovala ze své pozice v londýnské nemocnici a poté až do roku 1902 sloužil u Army Nursing Service Reserve, kdy za svou službu obdržela Královský červený kříž a také byla v únoru 1903 povýšena na vrchní sestru (anglicky: Matron). Ve stejné funkci pak úspěšně působila následujících sedm let v různých vojenských nemocnicích. Jmenovitě se jednalo o nemocnice v Aldershotu, Netley a Millbanku. V roce 1910 byla jmenována Principal Matron ve válečném kabinetu a tuto funkci zastávala až do propuknutí první světové války.
Jako příslušnice britského expedičního sboru odplula s první lodí do Francie, kam dorazila 12. srpna 1914. V roce 1915 byla v Abbeville jmenována vrchní sestrou (anglicky: Matron-in-Chief) britského expedičního sboru ve Francii a Flandrech. Převzala tak velení nad celou oblastí sahající od Lamanšského průlivu ke Středozemnímu moři. Velela tak všem britským a spojeneckým zdravotním sestrám, které na daném území sloužily. Sama potom podléhala přímo Generálnímu velitelství (anglicky: General Headquarters). V srpnu 1914 velela 516 zdravotním sestrám, postupem času počet jejich podřízených vzrůstal a nakonec přesáhl počet 6 000. V letech 1914 až 1918 tak zodpovídala za péči o stovky tisíc raněných. Byla jedinou z velitelů britského expedičního sboru, která ve své funkci vydržela po celou válku, ačkoliv byla v období od března do srpna 1917 mimo službu kvůli akutní apendicitidě. V roce 1918 získala řád britského impéria a také sponu za opětovné udělení Královského červeného kříže. V té době byla také oceněna Medailí Florence Nightingalové, belgickou medailí Medaille de la Reine Elisabeth, a francouzským Řádem čestné legie a Medaille des Epidèmes. Když 5. srpna 1919 odjížděla z Francie, přišli se s ní rozloučit jak zástupci francouzské vlády, tak i zdravotnických služeb. Z Francie si odvezla pečlivé záznamy, které si vedla od svého příjezdu.

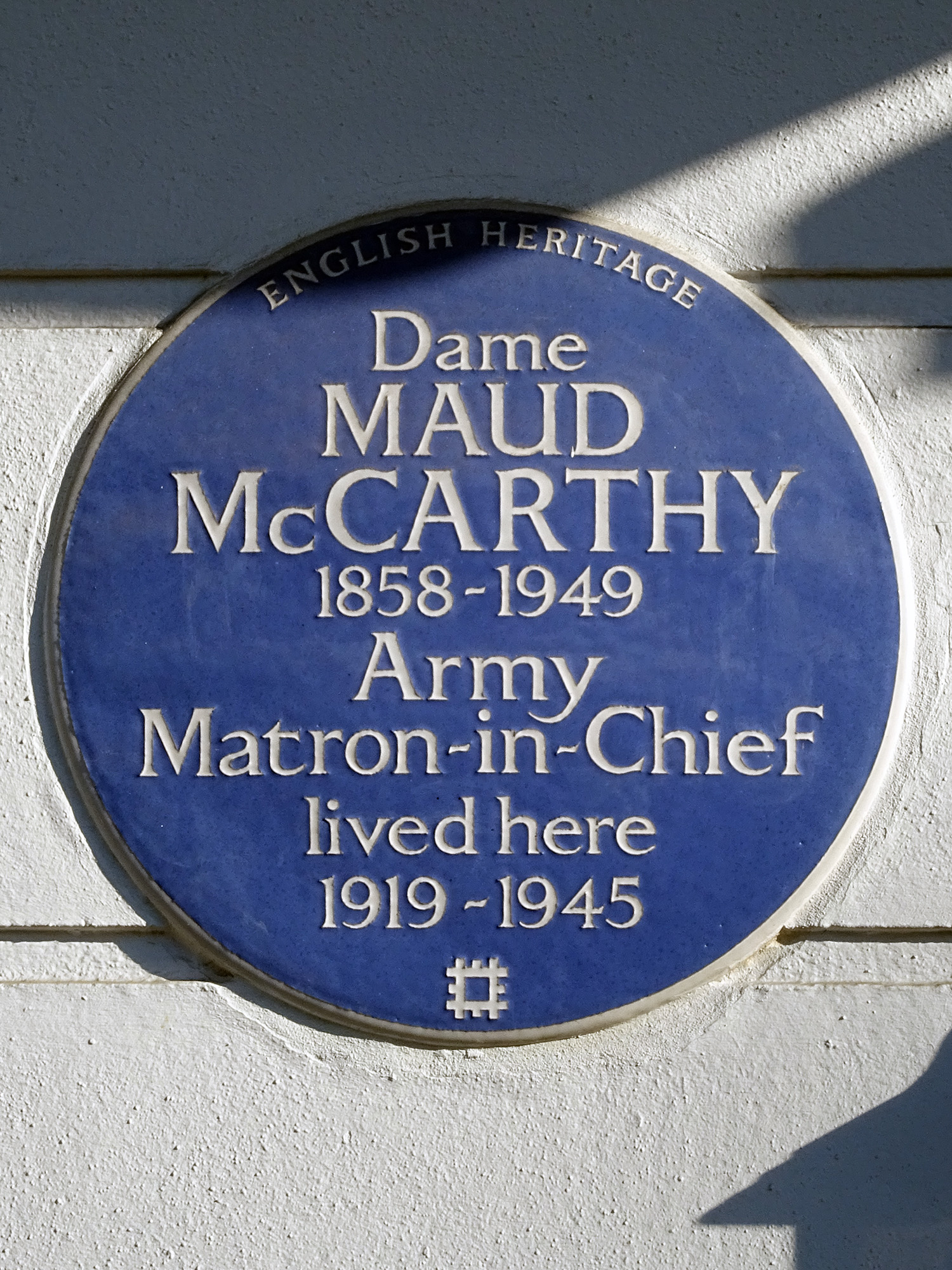
Modrá plaketa na domě, kde dříve žila M. McCarthyová.

Jeden generál o ní řekl: „Je ohromná, je báječná...je to voják!... Kdyby byla jmenována generálmajorem, ona by na to přišla, vedla by celou armádu, a nikdy se nerozčílila, nikdy neudělala chybu. Ženský génius.“ Přispěvatel do Sydney Morning Herald o ní v roce 1914 mluvil jako o „mírné, jemné ženě“ s „absolutně báječným darem pro koncentraci a organizaci, která ji učinila nenahraditelnou ve funkci vojenských nemocnic“. Od roku 1920 až do svého odchodu do výslužby v roce 1925 byla vrchní velitelkou Teritoriální armádní ošetřovatelské služby (anglicky: Territorial Army Nursing Service).

## Osobní život
Nikdy se neprovdala a zemřela doma v Chelsea, v Londýně dne 1. dubna 1949 ve věku 89 let. Její portrét od Austina Spara visí v Imperial War Museu v Londýně. V roce 2014 byla na jejím bývalém domě odhalena pamětní deska, ve Spojeném království zvaná "modrá plaketa" (anglicky: blue plaque).